# Сепеда, Лоренсо
Лоренсо Сепеда (исп. Lorenzo Zepeda) — сальвадорский политик, временно исполнявший обязанности президента страны.
В январе 1858 года истекали президентские полномочия Рафаэля Кампо. В конце 1857 года новым президентом был избран Мигель Сантин дель Кастильо, а вице-президентом при нём — Хоакин Эуфрасио Гусман, однако на 1 февраля 1858 года они оба отсутствовали в столице страны, и потому Рафаэль Кампо временно передал президентские полномочия сенатору Лоренсо Сепеде, который 7 февраля передал их прибывшему в столицу Мигелю Сантину дель Кастильо.
Когда в июне того же года президент решил уйти в отставку, а вице-президента не было в столице, то он хотел вновь передать президентские полномочия Сепеде, но тот отказался из-за плохого самочувствия; в конце года Лоренсо Сепеда скончался.